# Testament (formație)
Testament este o formație de thrash metal din Berkeley, California, Statele Unite, formată în anul 1983. Testament au 2 albume în top 40 și 1 în top 50 în UK. Albumul lor din 2008 The Formation of Damnation a intrat în top 20 și pe #15 în Germania. Albumul din 1999, The Gathering a intrat în top 50 în Germania. Au avut puțin succes în Top 100 în SUA.

## Istoric

### Anii de inceput șiThe Legacy(1983-1987)
Testament a fost formată în San Francisco Bay Area în anul 1983 de chitaristul Eric Peterson și de vărul lui, vocalistul și chitaristul Derrick Ramirez. La început purtau numele de Legacy. În scurt timp trupa i-a recrutat pe basistul Greg Christian și toboșarul, Mike Ronchette. Ramirez a fost repede înlocuit de chitaristul Alex Skolnick care a studiat cu chitaristul Joe Satriani. Ramirez, totuși, a plecat și a fost înlocuit cu Steve Souza înainte ca trupa să-și lanseze demo-ul cu 4 melodi în anul 1985. Ronchette a părăsit imediat trupa, fiind înlocuit de Louie Clemente. Steve Souza a plecat repede la trupa Exodus si a sugerat să fie înlocuit de Chuck Billy. Imediat după înregistrarea primului album, trupa a fost forțată să-și schimbe numele din The Legacy în Testament deoarece o altă trupă de Jazz purta acest nume. Acest nume ar fi fost sugerat de Billy Milano al celor de la S.O.D. (Stormtroopers Of Death).
Primul album al trupei a fost, The Legacy, lansat în 1987 de către Megaforce Records. Testament au primit aproape instant faima în circuitul Thrash metal, fiind comparați cu ceilalți pionieri ai genului, Metallica.
Trupa și-a lărgit expunerea odată cu participarea cu Anthrax la turneul de promovare al albumului Among the Living. Cu acest tur, EP-ul Live at Eindhoven a fost lansat.

### Mărirea popularității (1988–1992)
Urmatorul album, The New Order a fost lansat în anul 1988, și a găsit trupa continuând în aceeași manieră. După încă un turneu mondial, trupa s-a întors în studio pentru a înregistra albumul Practice What You Preach. Lansat în 1989, albumul era mai puțin despre teme oculte și gotice, ca pe primele 2 albume și se concetra mai mult pe teme precum politica și corupția. Albumul a fost foarte popular, până și cei de la MTV l-au luat în seamă și au început să-l promoveze la Headbanger's Ball.
Totuși, Testament, nu s-au mai bucurat de aceeași popularitate de care s-au bucurat cu Practice What You Preach. În anul  1990, Souls of Black a fost lansat și a primit recenzii mixte și vânzări slabe. Încercând să se reconecteze cu audiența îndreptată spre mișcarea Grunge, au lansat albumul The Ritual în anul 1992. The Ritual a fost o îndepărtare de la sound-ul lor tradițional de Thrash metal și se indreptă spre o abordare mai Heavy metal. Vânzările au fost mici și trupa a început să facă implozie.

### Schimbări în formație (1993–2003)
Decada următoare a fost marcată de o serie de schimbări în componența trupei, urmată de o schimbare a stilului (genului) muzical. Alex Skolnick, chitaristul solo și toboșarul Louie Clemente au părăsit trupa. Skolnick a vrut să incorporeze în trupă sound-ul său mai melodic, însa Peterson, Billy, si Christian, încă preferau stilul „thrashy” și care au fost de-acord ca stilul de cântat a lui Skolnick a devenit prea melodic, astfel încât Skolnick a părăsit trupa la scurt timp după lansarea albumului The Ritual. Pentru un timp a însoțit trupa Savatage, iar pe-urmă s-a implicat într-o trupă de jazz acustic. Louie Clemente (toboșarul) între timp s-a implicat într-o carieră în afara muzicii, vânzând opere de artă modernă și mobilă.
În anul 1993, Skolnick și Clemente au fost înlocuiți temporar de membri trupei Forbidden, mai exact de Glen Alvelais și Paul Bostaph. Tot în acel an, noul line-up a lansat EP-ul Return to Apocalyptic City. Imediat însă Alvelais a plecat, iar Paul Bostaph a intrat în trupa Slayer. Albumul Low din anul 1994 a adus colaborări cu John Tempesta la tobe și pe chitaristul de death metal James Murphy, care a cântat și cu Death, Cancer, și Obituary. Low a fost un album divers, având influențe death metal, groove metal și conținea și o baladă: "Trail of Tears". Fanii rămași ai trupei au preferat acest album, deși, trupa, nu a cunoscut vreo expansiune a fanilor. Totuși câțiva fani au observat faptul că Testament se îndepărtau de zona mainstream ca o eliberare, exprimare și avrietate artistică, fără să mai fie preocupați de vânzările albumelor, cum odată erau. Tempesta a plecat imediat după lansare, fiind înlocuit de Jon Dette pentru turneul care urma să vină. În anul 1995, Jon Dette a plecat și el în timpul turneului din 1994-1996.
Dette a plecat temporar la Slayer, pentru a-l înlocui pe Bostaph, și el un fost membru Testament. Chris Kontos a fost înlocuirea temporară a lui Dette care a cântat cu Machine Head. Cu acest line-up au facut cover-ul celor de la Judas Priest, Rapid Fire. După turneul prin cluburi din 1996, Greg Christian, James Murphy și Chris Kontos au părăsit trupa. Timpul în care Kontos a fost in trupă, a sugerat ca numele trupei sa fie schimbat în Dog Faced Gods". Această idee a fost refuzată de Billy și Peterson, care voiau să continue cu numele de Testament.
Cei doi au destrămat temporar trupa  Testament.
Urmatorul album al trupei s-a numit Demonic, lansat în anul 1997, a avut o abordare nouă și i-a găsit pe cei din trupă experimentând cu death metal. Albumul i-a avut în prim plan pe Eric Peterson care cânta și la chitară ritmică și la chitară solo (deși Glen Alvelais a avut o apariție pe album și a cântat în in turul care urma), membrul de la început Derrick Ramirez la chitară bas și fostul toboșar a trupei Dark Angel, Gene Hoglan. Hoglan a plecat înainte de turul de promovare al albumului Demonic pentru a se alătura celor de la Strapping Young Lad, cu Steve Jacobs. Fidelitatea lui Hoglan pentru trupa Strapping Young Lad și dorința de a ramane cu Testament chiar s-a materializat în timpul unui interviu pe care l-a avut trupa cu revista Metal Maniacs Magazine.
Până în anul 1998, Ramirez, Alvelais și Dette au plecat și James Murphy s-a întors pentru a înregistra The Gathering. Secția ritmică de pe album a fost foarte apreciată datorită fraternității cu pionierul basist Steve DiGiorgio care a cântat și cu Death și Sadus și cu Dave Lombardo de la Slayer. Albumul a fost o combinație de Thrash metal, Death metal cu influențe de Black metal datorită explorării lui Eric Peterson cu trupa lui proiect, DragonLord.
La scurt timp după lansarea albumului, James Murphy a fost diacnosticat cu tumoare la creier, totuși datorită unor strângeri de fonduri în ajutorul lui a reușit să supraviețuiască și recuperarea a reușit. Oricum nu a reușit să-și amintească nimic despre înregistrarea de pe The Gathering. În anul 2001 și Chuck Billy a fost diagnosticat cu cancer testicular dar i-a afectat inima și plămânii. Și el a fost tratat cu succes și în august 2001 prietenii lui au format Thrash of the Titans un concert de donații. Printre trupele care au participat se numără: Vio-Lence, Death Angel, Exodus, Heathen și mulți alții. Show-ul a culminat cu o reuniune a Legacy care i-a avut pe Steve Souza ca vocalist și Alex Skolnick (cu care nu mai cântase din anul 1992) la chitară și pe Greg Christian. Târziu în anul 2001, Testament a lansat First Strike Still Deadly, o colecție de re-înregistrări a melodiilor lor mai vechi de pe primele lor 2 albume. Acesta a fost înregistrat cu Billy, Peterson, DiGiorgio, Alex Skolnick și John Tempesta.

### Recuperarea lui Billy, reuniunea și The Formation of Damnation (2003–2008)
Până în anul 2003, Billy se recupearse total și au început turneele cu Jon Allen de la Sadus. În anul 2004, au început noi schimbări de line-up și Alen a fost înlocuit de Paul Bostaph, care s-a întors după o decadă de absențe. Steve Smyth a plecat ca să se alăture trupei Nevermore și a fost înlocuit de fostul chitarist de la Halford, "Metal" Mike Chlasciak. La scurt după plecarea lui Steve Smyth, Eric Peterson a căzut și și-a rupt piciorul, fiind indisponibil pentru ceva timp, el fiind înlocuit de acestă dată. 
În mai 2005, s-a anunțat că Testament va avea parte de un turneu doar în Europa de 10 zile, numit si "10 Days in May Tour" (Turul de 10 Zile din Mai), cu line-up original.
După succesul cu acest turneu au anunțat unul cu mai multe date în SUA și Japonia. Alex a participat la turnee pe Coasta de Est cu Trans-Siberian Orchestra. 
Trupa a și scos la vânzare un DC si DVD cu concertul din Londra, "Live in London".
Într-un interviu, Peterson a declarat că ar fi vrut să aibă acest live după lansarea albumului The Gatering cu line-up-ul original. A declarat și că Alex Skolnick a început să scrie niște melodii noi. 
Chuck Billy a declarat că e fericit să-i aibă pe vechii lui colegi și că sunt gata să meargă înainte.
Trupa a cântat pentru prima dată în Orientul Mijlociu în martie 2006 la festivalul Dubai Desert Rock. Alte trupe notabile au fost: Iron Maiden, Megadeth, Razed Ritual și 3 Doors Down.
În iulie 2007, trupa a cântat la Jaxx Nightclub în Springfield, Virginia, cu Paul Bostaph la tobe, și s-a confirmat mai târziu că Bostaph se va întoarce în trupă pentru un nou album. Trupa a lansat o nouă melodie care acum se numește "The Afterlife", pe care au cântat-o din nou la Earthshaker Fest.
În februarie 2008, trupa a lansat melodia, "More Than Meets the Eye" pe pagina lor de MySpace.
În aprilie 2008, trupa a fost confirmată pentru festivalul Monsters of Rock al lui Ozzy Osbourne, care avea loc pe 26 iulie 2008 în Calgary, Canada.
Testament și-a lansat albumul The Formation of Damnation pe 29 aprilie, cu ajutorul celor de la Nuclear Blast Records. Este primul lor album în 9 ani, și primul cu Alex Skolnick după cel din 1992, The Ritual și primul cu Greg Christian după cel din 1994, Low. De asemenea, trupa a confirmat prezența la Gillmanfes, un festival din Venezuela.
Testament au vizitat și Columbia, pentru a doua oară în carierele lor. În iunie 2008, ei au avut un loc la Download Festival, pe scena a treia. Au avut si un turneu în Statele Unite, în deschiderea trupelor Judas Priest, Heaven & Hell și Motörhead la "Metal Masters Tour". În octombrie 2008, au anunțat că l-au recrutat pe fostul chitarist a trupelor Megadeth și King Diamond, Glen Drover, pentru turneul din Mexic cu Judas Priest, datorită acordului lui Alex cu trupa Trans-Siberian Orchestra.

### Activitatiile recente si al zece-lea album (2009-prezent)
În septembrie 2008, s-a anunțat că vor fi prezenți la "Priest Feast", în deschiderea celor de la  Judas Priest și Megadeth în februarie și martie 2009. Ei au avut o apariție specială la One Night Only lângă O2 Islington Academy în Londra, unde și-au cântat primele 2 albume (The Legacy și The New Order) cu trupa de thrashcore, Sylosis în ajutor. În același an, au avut un turneu de 6 saptamani în SUA pentru promovarea albumului The Formation of Damnation, cu Unearth și Lazarus A.D..
La începutul lui 2010, Testament a avut turnee în SUA cu Megadeth și Exodus. Alex Skolnick nu a participat din motive personale, iar Glen Drover l-a înlocuit.
În august, au concertat în Australia. Au participat și la PULP Summer Slam care se țines în Filipine în 2010 cu Lamb of God.
În 2009, s-a anunțat că scriu nou material pentru cel de-al zecelea album.
În ianuarie 2011, în timpul unui interviu în timpul turneului 70000 Tons of Metal, Billy a anunțat că au scris 6 cântece și că 4-5 sunt aproape gata. A mai menționat că albumul va fi lansat în februarie-martie 2011.

## Membri

### Membri curenti
- Chuck Billy - vocalize (1986–prezent)
- Eric Peterson - chitara ritmica si solo (1983–prezent)
- Alex Skolnick - chitara solo (1983–1993, 2001, 2005–prezent)
- Greg Christian - bas (1983–1996, 2004–prezent)
- Paul Bostaph - tobe (1993, 2007–prezent)

### Fosti membri
Vocalisti
- Steve Souza (1983–1986)

Chitara
- Glen Alvelais - (1993, 1997–1998)
- James Murphy - (1994–1996, 1998–2000)
- Steve Smyth - (2000–2004)
- Mike Chlasciak -(2002, live 2004-2005)

Bas
- Derrick Ramirez - (1983–1984, 1997)
- Steve DiGiorgio - (1998–2004)

Tobe
- Louie Clemente - (1983–1993, 2005)
- John Tempesta - (1993–1994, 2001, 2005)
- Jon Dette - (1994–1995, 1997)
- Chris Kontos - (1995)
- Gene Hoglan - (1996–1997)
- Dave Lombardo - (1999)
- Jon Allen - (2000–2004, 2007)
- Nick Barker - (2006–2007)

Membri live
- Asgeir Mickelson (2003)
- Glen Drover (2008, 2010)
- Steve Jacobs (1997, 1999)

## Albume de studio
| An   | Titlu                      |
| ---- | -------------------------- |
| 1987 | The Legacy                 |
| 1988 | The New Order              |
| 1989 | Practice What You Preach   |
| 1990 | Souls of Black             |
| 1992 | The Ritual                 |
| 1994 | Low                        |
| 1997 | Demonic                    |
| 1999 | The Gathering              |
| 2008 | The Formation of Damnation |
| 2012 | Dark Roots of Earth        |
| 2017 | Brotherhood Of The Snake   |
| 2020 | Titans of Creation         |

## Albume live
| An   | Titlu                          |
| ---- | ------------------------------ |
| 1987 | Live at Eindhoven              |
| 1993 | Return to the Apocalyptic City |
| 1995 | Live at the Fillmore           |
| 2005 | Live in London                 |
| 2009 | Live at Eindhoven '87          |